# Luigi Marchesi (pittore)
Luigi Felice Marchesi (Roccabianca, 6 novembre 1825 – Parma, 3 agosto 1862) è stato un pittore italiano.
Nacque in frazione Fontanelle di Roccabianca da Francesco, maestro elementare originario di Sissa, e da Maria Rosa Formentini, di San Secondo Parmense. Quando aveva otto anni la famiglia si trasferì a Parma e a dodici anni venne iscritto all'Accademia di Belle Arti, nella scuola di paesaggio diretta da Giuseppe Boccaccio.
All'età di 15 anni partecipò alla annuale Esposizione di quadri di Artisti del Paese nelle sale del Palazzo Ducale del Giardino. Presentò cinque quadretti che lo segnalarono all'attenzione del mercato dell'arte e anche alla benevolenza della duchessa Maria Luigia, che nel 1842 gli assegnò la prima di una serie di commissioni che proseguirono fino al 1847.
Nel 1845 partecipò alla Esposizione delle opere degli Artisti e dei Dilettanti dell'Accademia di belle arti di Milano, presentando un Interno di sagrestia che rivela la sua tendenza alla poetica degli interni. Nel 1847 vinse, ex aequo con Erminio Fanti, il concorso "Gran Premio annuale di Paese", a cui partecipò anche Alberto Pasini.
Dopo una breve permanenza a Roma intorno al 1850, dove approfondì l'arte come pittore paesaggista, Marchesi fece ritorno a Parma per sostituire il suo maestro Giuseppe Boccaccio in seno all'accademia, dove insegnerà per i successivi dieci anni.
Nel 1861 presentò cinque sue opere all'Esposizione nazionale di Firenze, organizzata per celebrare l'Unità d'Italia. Il suo Interno della Sagrestia di San Giovanni Evangelista fu l'unica opera premiata tra quelle di artisti parmensi.

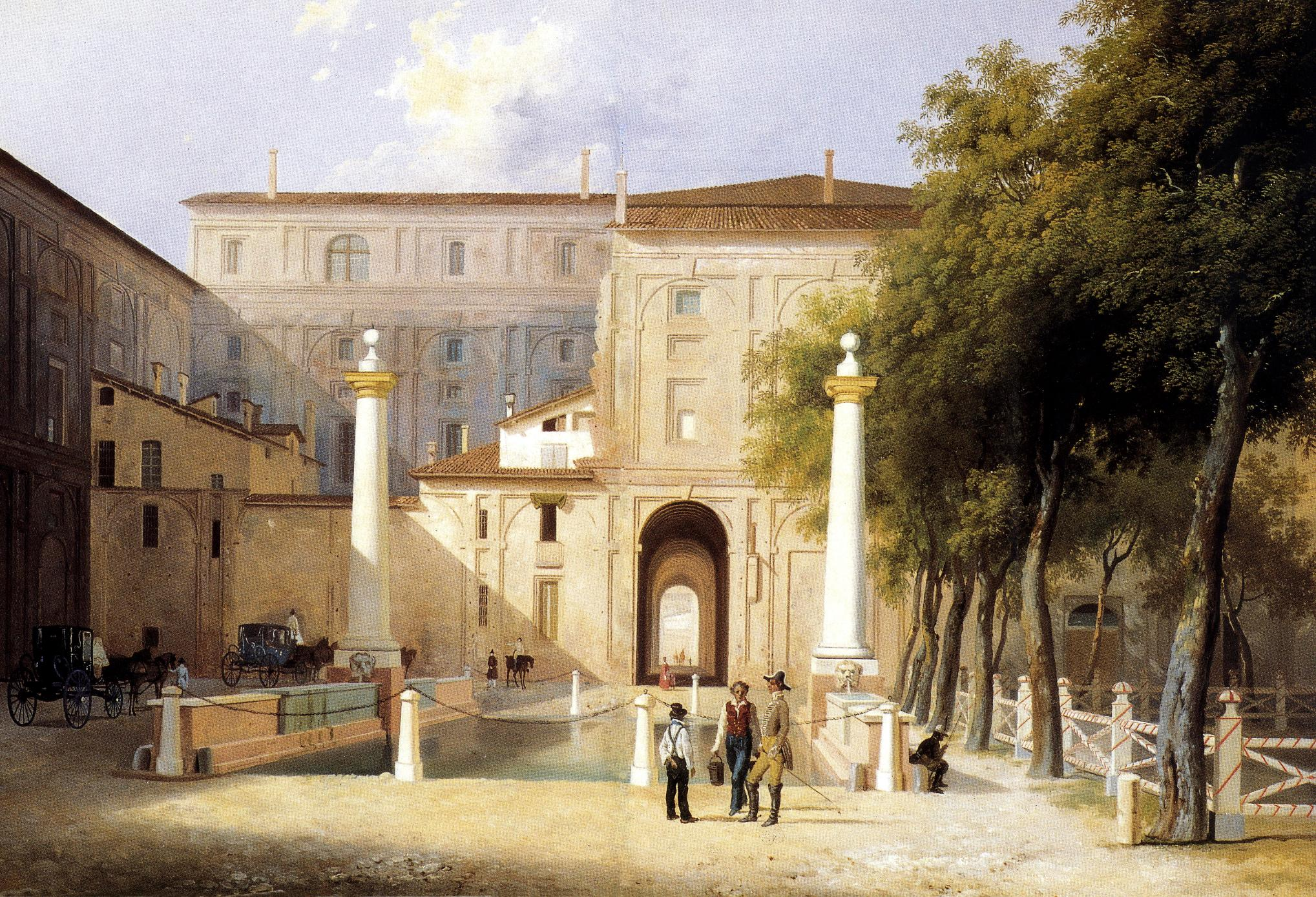
Luigi Marchesi - Veduta del cortile del Guazzatoio. Palazzo Pitti, Galleria d'Arte Moderna.

Tra le sue opere più note vi è la decorazione della galleria della chiesa di San Giovanni Evangelista a Parma, considerata il suo capolavoro. Altre sue opere sono state La Piazza grande di Parma (attuale piazza Garibaldi), La sagrestia della Steccata, Veduta del cortile del Guazzatoio (area interna del Palazzo della Pilotta), La farmacia di San Giovanni (l'Antica Spezieria), Il convento delle Cappuccine, nonché gli interni del Duomo e della chiesa di San Rocco. Cinque sue opere furono selezionate per partecipare all'Esposizione universale di Londra del 1862.
È conosciuto per i suoi prospetti ed interni, e per la suggestione che sapeva infondere alle penombre che dipingeva, con personaggi spesso avvolti da un'aura di mistero. Operò a lungo con il nipote Salvatore (1852-1926). Fu socio onorario della Reale Accademia di Milano.
Morì di tisi a soli 37 anni nella sua casa di borgo San Giovanni a Parma.
A Parma gli è dedicata, assieme al nipote Salvatore, via Luigi e Salvatore Marchesi, una laterale di via Gramsci.